# Jean Marie Etrillard
Jean Marie Etrillard SMA (* 6. August 1900 in Carentoir, Département Morbihan; † 16. Mai 1976) war ein französischer römisch-katholischer Ordensgeistlicher und Bischof von Gagnoa.

## Leben
Jean Marie Etrillard trat der Ordensgemeinschaft der Gesellschaft der Afrikamissionen bei und empfing am 29. Juni 1925 das Sakrament der Priesterweihe.
Am 29. Februar 1956 ernannte ihn Papst Pius XII. zum Bischof von Daloa. Der Erzbischof von Abidjan, Jean-Baptiste Boivin SMA, spendete ihm am 31. Mai desselben Jahres die Bischofsweihe; Mitkonsekratoren waren der Bischof von Kumasi, André van den Bronk SMA, und der Bischof von Katiola, Emile Durrheimer SMA.
Papst Pius XII. bestellte ihn bereits am 4. Juli 1956 zum ersten Bischof von Gagnoa. Etrillard nahm an allen vier Sitzungsperioden des Zweiten Vatikanischen Konzils teil. Am 11. März 1971 nahm Papst Paul VI. das von Jean Marie Etrillard vorgebrachte Rücktrittsgesuch an.